# Apicia inaequaria
Apicia inaequaria là một loài bướm đêm trong họ Geometridae.